# Mimi Kuzyk
Mimi Kuzyk (Winnipeg, 21 febbraio 1952) è un'attrice canadese.

## Biografia
Di origine ucraina, figlia di Fred e Kay Kuzyk, riceve un'istruzione cattolica. Studia danza alla Rusalka Ukrainian dance group di Winnipeg per dodici anni. Dal 1996 è sposata con il carpentiere di origine greca Manolin Kourtikakis da cui ha avuto una figlia di nome Kaliopi. Negli anni ottanta è stata una dei detective protagonisti della serie Hill Street giorno e notte, più tardi è stata co-protagonista nelle serie Wolf, Blue Murder e Sophie. Nel 2001 ha ricevuto una nomination ai Genie Award grazie al ruolo in L'altra metà dell'amore, oltre ad essere stata candidata ai Gemini Award come miglior attrice non protagonista.

## Filmografia

### Cinema
- La corsa più pazza del mondo 2 (Speed Zone!), regia di Jim Drake (1989)
- Waking the Dead, regia di Keith Gordon (2000)
- L'altra metà dell'amore (Lost and Delirious), regia di Léa Pool (2001)
- Phase IV, regia di Bryan Goeres (2001)
- La macchia umana (The Human Stain), regia di Robert Benton (2003)
- The Final Cut, regia di Omar Naim (2004)
- The Day After Tomorrow - L'alba del giorno dopo (The Day After Tomorrow), regia di Roland Emmerich (2004)
- Codice Homer (A Different Loyalty), regia di Marek Kanievska (2004)
- The Last Sign, regia di Douglas Law (2005)
- Camille, regia di Gregory Mackenzie (2008)
- The Audition, regia di Kaliopi Kuzyk - cortometraggio (2012)
- Your Side of the Bed, regia di Jason Jeffrey (2012)
- Sex After Kids, regia di Jeremy LaLonde (2013)
- Cenerentola in passerella (After the Ball), regia di Sean Garrity (20)
- Deadly Voltage, regia di John L'Ecuyer (2015)
- Steel, regia di Sven J. Matten (2015)
- Special Correspondents, regia di Ricky Gervais (2016)
- Quando un padre (A Family Man), regia di Mark Williams (2016)
- Astronaut, regia di Shelagh McLeod (2019)
- On Island West, regia di Carolyn Saunders - cortometraggio (2020)
- The Righteous, regia di Mark O'Brien (2021)
- All My Puny Sorrows, regia di Michael McGowan (2021)

### Televisione
- Hill Street giorno e notte (Hill Street Blues) – serie TV, 26 episodi (1984-1986)
- Wolf – serie TV, 11 episodi (1989-1990)
- Alfred Hitchcock presenta (Alfred Hitchcock Presents) – serie TV, episodio 4x10 (1989)
- Autostop per il cielo (Highway to Heaven) - serie TV, episodio 5x04 (1989)
- Any Mother's Son, regia di David Burton Morri – film TV (1997)
- Soul Food – serie TV, episodio 1x04 (2000)
- Blue Murder – serie TV, 52 episodi (2001-2004)
- The L Word – serie TV, episodio 2x04 (2005)
- Kevin Hill – serie TV, episodi 1x12-1x22 (2005)
- Missing (1-800-Missing) – serie TV, episodio 3x06 (2005)
- Angela's Eyes – serie TV, episodio 1x07 (2006)
- Mi sposo a Natale (A Christmas Wedding), regia di Michael Zinberg – film TV (2006)
- Ghost Whisperer - Presenze (Ghost Whisperer) – serie TV, episodio 2x12 (2007)
- Sophie – serie TV, 22 episodi (2008-2009)
- Instant Star – serie TV, episodio 4x06 (2008)
- XIII - Il complotto (XIII) – miniserie TV, 2 episodi (2008)
- The Border – serie TV, episodio 3x03 (2009)
- Castle – serie TV, episodio 2x12 (2010)
- Cold Case - Delitti irrisolti (Cold Case) – serie TV, episodio 7x20 (2010)
- The Listener – serie TV, episodio 2x12 (2011)
- Covert Affairs – serie TV, episodio 2x10 (2011)
- Unreal – serie TV, 6 episodi (2015-2018)
- The Strain – serie TV, episodi 2x03-2x12 (2015)
- Lost Girl – serie TV, episodio 5x12 (2015)
- I misteri di Murdoch (Murdoch Mysteries) – serie TV, episodio 9x12 (2016)
- Shadowhunters – serie TV, 7 episodi (2016-2018)
- Incorporated – serie TV, episodio 1x01 (2016)
- Designated Survivor – serie TV, episodio 1x09 (2016)
- Private Eyes – serie TV, episodi 1x03-1x10 (2016)
- Workin' Moms – serie TV, 8 episodi (2017-2018)

## Doppiatrici italiane
Nelle versioni in italiano delle opere in cui ha recitato, Mimi Kuzyk è stata doppiata da:
- Antonella Giannini in Indizi dal passato, The Strain, Shadowhunters (st. 2-3), Special Correspondents, Working moms
- Emanuela Rossi in Alfred Hitchcock presenta, L'altra metà dell'amore
- Rosetta Salata in Wolf
- Barbara Castracane in Blue Murder
- Ludovica Modugno in The Final Cut
- Nadia Ferrero in The Day After Tomorrow - L'alba del giorno dopo
- Laura Boccanera in Codice Homer
- Melina Martello in Ghost Whisperer - Presenze
- Rita Savagnone in Castle
- Cristina Dian in Shadowhunters (ep. 1x11)
- Alessandra Korompay in Quando un padre
- Isabella Pasanisi in Private Eyes (st. 1-4)
- Fabrizia Castagnoli in Private Eyes (st. 5)